# Ciclo de las vesículas sinápticas

## Ciclo de las vesículas sinápticas o ciclo vesicular
El conjunto de pasos de tráfico vesicular intracelular que comprenden la adquisición de competencia exocitótica plena por parte de una vesícula sináptica, su fusión con la membrana plasmática y su posterior fisión de esta por endocitosis, así como el proceso de reacidificación del lumen vesicular que precede a la reincorporación de nuevas moléculas de neurotransmisor en su interior reciben el nombre de ciclo vesicular. Los pasos del ciclo vesicular se describirán a continuación, comenzando por la fase exocitótica y haciendo especial mención a la preparación de vesículas para su fusión y a la fase endocitótica.

## Exocitosis
El proceso que concluye con la fusión de las bicapas lipídicas de la vesícula y de la membrana de la zona activa tiene como protagonistas moleculares a las proteínas SNARE (del inglés SNAp REceptors).

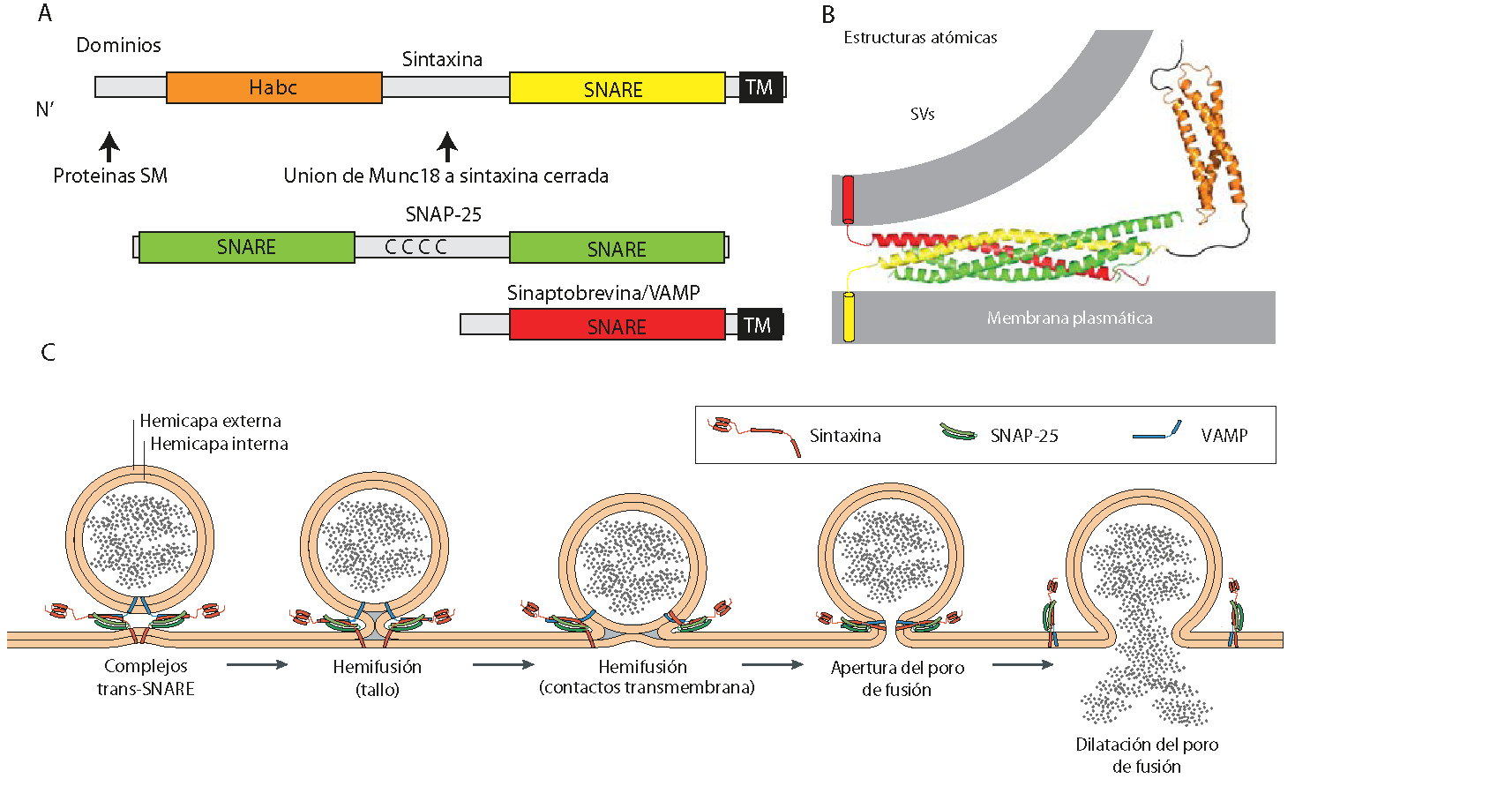
Proteínas SNARE implicadas en la fusión vesicular. Se ilustra el dominio modular de estas proteínas (A) y el modelo de estructura atómica (B) del complejo SNARE ensamblado. En C se recogen los principales eventos del proceso de fusión.

Las proteínas de la superfamilia SNARE son proteínas altamente conservadas desde un punto de vista evolutivo y que participan en numerosas vías de tráfico intracelular. Estas proteínas contienen un motivo característico llamado dominio SNARE que es básicamente una estructura helicoidal. En la liberación de vesículas sinápticas son tres las proteínas SNARE con un papel esencial: la proteína de la vesícula sináptica sinaptobrevina o VAMP (del inglés Vesicle Associated Membrane Protein), y las proteínas de la membrana plasmática Sintaxina-1 y SNAP 25. Además de su dominio SNARE, la proteína sintaxina posee un dominio adicional denominado Habc con importantes funciones en la regulación de la formación del complejo SNARE. El complejo SNARE que se forma entre proteínas de membrana plasmática y proteínas vesiculares supone un nexo físico entre la membrana presináptica y la vesicular confiriendo proximidad y posibilitando el proceso de fusión. Este es un complejo súper-helicoidal constituido por cuatro hélices, dos de ellas son aportadas por la proteína SNAP 25, una es aportada por la proteína sintaxina y la restante por la proteína vesicular sinaptobrevina.
La formación del complejo SNARE se da principalmente mediante interacciones hidrofóbicas y en dirección de N a C terminal. El ensamblaje de este complejo es un proceso altamente exergónico, lo que confiere la energía de activación necesaria para la posterior fusión de las bicapas; por tanto, se puede definir al complejo SNARE como el verdadero motor molecular de la exocitosis. Esta energía de activación se traduce en fuerzas de torsión que aproximan las membranas e inducen la curvatura necesaria para que suceda el evento de fusión.

### Preparación de las vesículas opriming
Previo al paso de fusión calcio dependiente de las vesículas sinápticas estas experimentan un proceso de preparación para su liberación. Este proceso puede ser explicado en dos pasos, un acercamiento espacial a las zonas donde se generan los microdominios de calcio en la zona activa, lo que se conoce con el nombre de amarre a la zona activa (del inglés docking) y un paso ulterior que permite el ensamblaje de complejos SNARE y recibe el nombre de preparación de las vesículas (del inglés priming). Existen cuatro proteínas crucialmente implicadas en el proceso de preparación de vesículas sinápticas, las proteínas RIM1, Munc13 y Rab3 (o Rab27), y la proteína de la familia SM (del inglés Sec1/Munc18-like) Munc18. Tanto el ratón deficiente para la proteína Munc13 como el ratón deficiente para la proteína Munc18, muestran serios defectos en la exocitosis de vesículas sinápticas. También se han observado defectos ultraestructurtales en los ratones deficientes de Munc13 y RIM1 y en gusanos Caenorhabditis elegans carentes de la proteína Rab3, si bien es cierto, que este último defecto no ha sido observado en ratones carentes de esta proteína, a excepción de un estudio en el que se muestra un defecto en el número de vesículas ancladas a la zona activa en las sinapsis que inervan el diafragma de estos ratones. La ausencia de efecto en estos animales probablemente se deba a duplicaciones génicas compensatorias a lo largo de la escala evolutiva. En cualquier caso, los animales deficitarios para la proteína Rab3 muestran un severo defecto de reclutamiento de vesículas durante la estimulación del terminal presináptico, lo que sí parece tener un correlato ultraestructural.

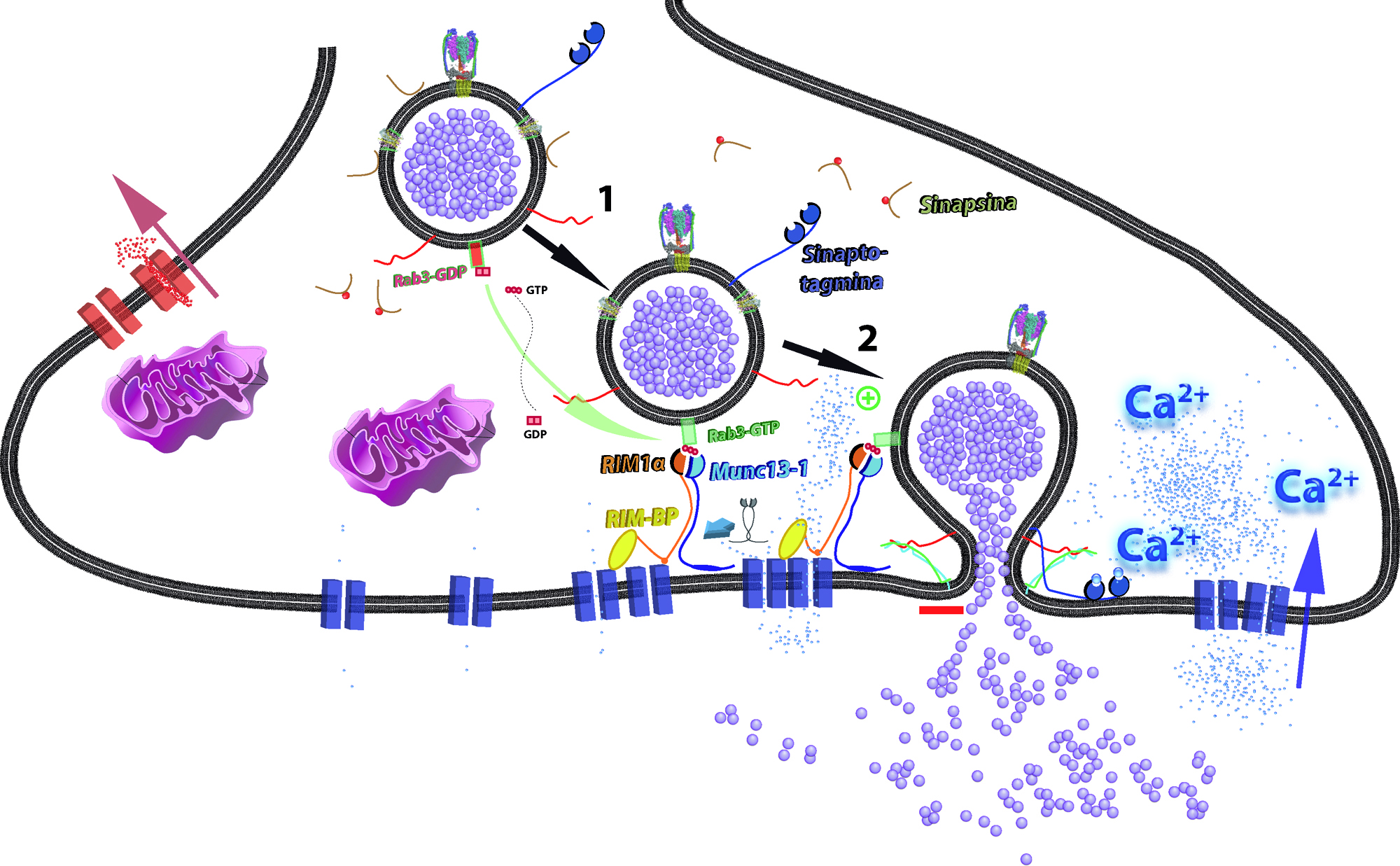
Esquema ilustrativo de la arquitectura de una zona activa. Obsérvese la importancia del heterotrímero RIM/Rab3/Munc13 en el posicionamiento y preparación de las vesículas sinápticas. Según modelos recientes, la complexina no entraría a formar parte del complejo SNARE hasta la entrada de calcio en el terminal presináptico, inspirado en

En cuanto a Munc18, se han encontrado defectos ultraestructurales en neuronas de ratones parcialmente carentes de esta proteína (heterocigotos) así como en células β-pancreáticas de ratones totalmente carentes de ella. Munc 13 parece tener un papel central en el priming por participar en un primer paso de acercamiento, y en el paso final de la preparación de la vesícula y la conferencia de competencia exocitótica plena. RIM también tiene importantes funciones en la preparación de las vesículas, pues es el determinante posicional que sitúa a las vesículas junto a los sitios de entrada de calcio gracias a su interacción con los canales de calcio, y con la GTPasa pequeña de vesícula Rab3, e interviene en la activación de Munc13 por la formación de un complejo heterodimérico. Munc13 está sometida a una regulación adicional por calcio gracias a sus dominios C2 y por diacilglicerol gracias a su dominio C1, lo que posibilita su reclutamiento a membrana. Finalmente, Munc18 parece guardar relación con los estadios finales del proceso de preparación de las vesículas, por interaccionar con una forma semicerrada de la sintaxina1, promoviendo el inicio de la formación del complejo SNARE, y quizá evitando que el complejo SNARE ensamblado se interponga en la fusión de las bicapas lipídicas. Por tanto, se podría contemplar el proceso de preparación de las vesículas como un proceso bifásico, en un primer estadio la unión GTP dependiente de Rab3 a RIM da pie a la formación de un complejo heterotrimérico entre Rab3 y el heterodímero previamente formado de RIM/Munc13 que ancla físicamente la vesícula a la zona activa. En un paso posterior, la activación de Munc13 por calcio y diacilglicerol, que conlleva su translocación, aproxima la vesícula a su sitio final de fusión y a continuación Munc18 iniciará la formación del complejo SNARE, confiriendo a la vesícula su competencia exocitótica plena.

### Fusión dependiente de calcio de las vesículas
Existen dos proteínas crucialmente implicadas en la fusión calcio dependiente de las vesículas sinápticas, la proteína de vesícula sináptica sinaptotagmina que actúa a modo de sensor de calcio para la exocitosis, y las complexinas, pequeñas proteínas citosólicas que se unen al complejo SNARE. La proteína sinaptotagmina posee dos dominios C2 de unión a calcio: C2A y C2B. Ambos se unen, de forma calcio-dependiente, a fosfolípidos ácidos y el dominio C2B posee una región que une membranas enriquecidas en Fosfatidil Inositol 4,5, Bisfosfato (PIP(4,5)2). El papel del calcio en esta interacción parece ser disminuir las repulsiones electrostáticas entre los dominios C2 y las membranas aniónicas. Respecto a la función de las complexinas se ha postulado que pudiesen funcionar a modo de iniciador de la formación del complejo SNARE, promoviendo su ensamblaje y por tanto induciendo la fusión vesicular, o bien funcionando como un freno molecular que se uniría y estabilizaría al complejo SNARE parcialmente ensamblado, liberándose de él ante la llegada del calcio, lo que permitiría el ensamblaje completo de dicho complejo y la consecuente fusión vesicular. Teniendo en cuenta los datos ultraestructurales que revelan que las vesículas no están en contacto íntimo con las membranas de las zonas activas, si no separadas por unos pocos nanómetro, es plausible que el complejo SNARE no se forme hasta que la onda de calcio invada el terminal presináptico. Este dato sería incompatible con el papel de la complexina a modo de freno molecular del ensamblaje del complejo SNARE, y por tanto lleva a pensar que las complexinas serían las últimas proteínas en entrar a formar parte del complejo de fusión. El esquema al que dan pie estas observaciones experimentales sería el siguiente. Tanto Munc13 como RIM intervendrían en un primer paso de posicionamiento de las vesículas en aposición a complejos SNARE (Sintaxina/SNAP25) previamente activados, posiblemente gracias a su unión con Munc18. En este estadio, la sinaptotagmina de la vesícula sináptica ya estaría unida a la membrana presináptica, bien por interacciones con el complejo SNARE, o bien por interacciones con membranas enriquecidas en PIP(4,5)2 como es el caso de las membranas de las zonas activas. Es entonces cuando la entrada de calcio desencadena una serie de procesos que concluyen, a modo de cascada termodinámica, en la fusión de las vesículas sinápticas. 
La coordinación de los iones calcio a los sitios C2A y C2B de la sinaptotagmina induce en esta un cambio conformacional que aproxima la vesícula aún más a la membrana lo que permitiría la entrada de sinaptobrevina en el complejo SNARE; concomitantemente Munc18 es desplazado de su unión con el complejo SNARE y las complexinas promueven el ensamblaje total del mencionado complejo, ya que orientan correctamente la interacción sintaxina-sinaptobrevina. En este sentido, es difícil disociar los últimos pasos de la preparación de una vesícula sináptica de los primeros pasos del proceso de fusión, por ser ambos calcio dependientes. Este modelo pone de manifiesto que la regulación de la exocitosis se da mayoritariamente en los pasos previos al proceso de formación del complejo SNARE y por tanto a la fusión vesicular, por ser estas últimas reacciones altamente exergónicas. Este modelo asume que una vez que la sinaptobrevina de la membrana vesicular esté lo suficientemente cerca de un complejo SNARE preensamblado, acontecerá un evento exocitótico.

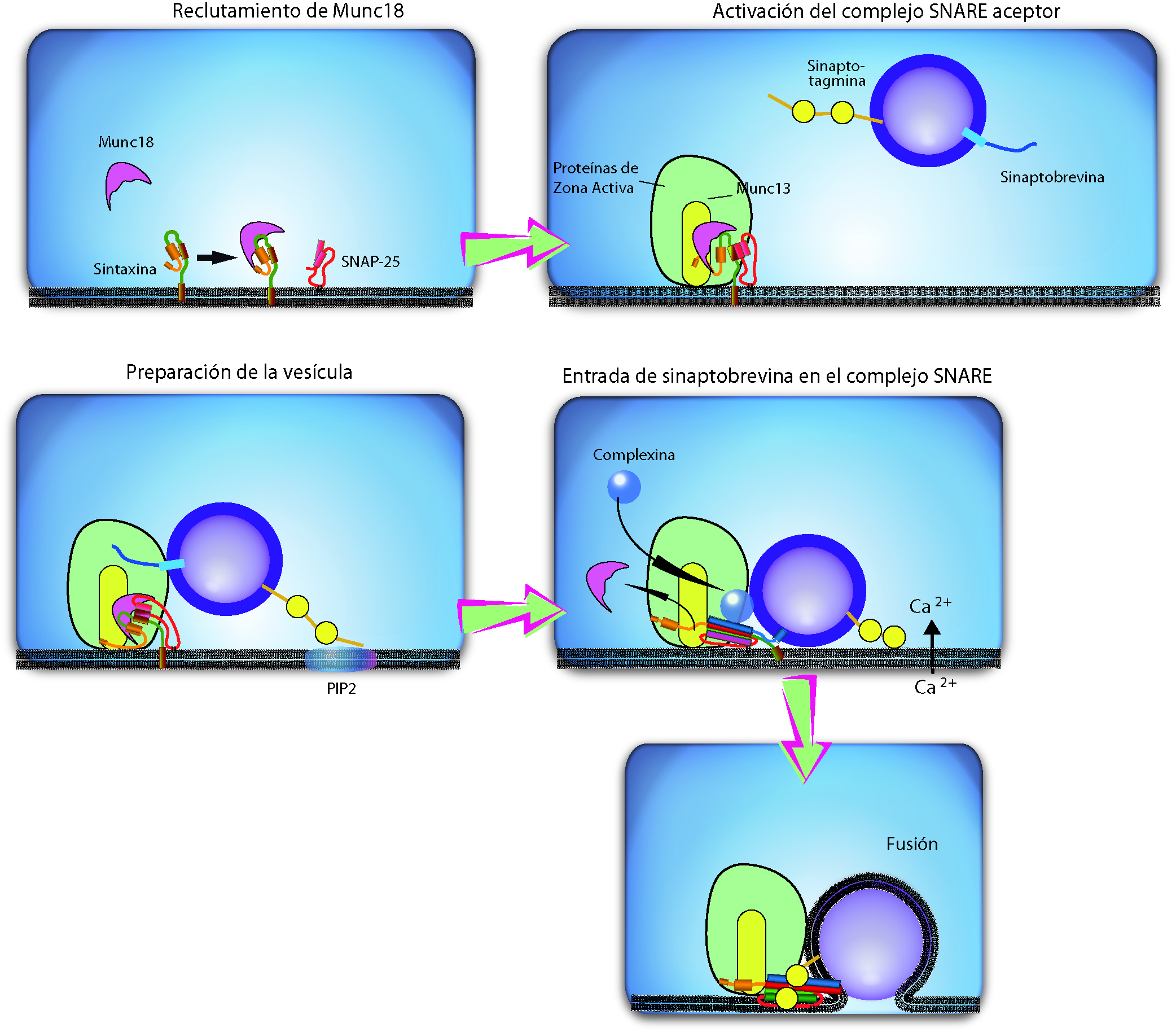
Dinámica del proceso de exocitosis y de preparación de las vesículas. Modelo ilustrativo de los pasos secuenciales de la fusión calcio dependiente. Munc18 sería responsable de la activación del SNARE aceptor, la sinaptotagmina posiciona la vesícula por unión al PIP(4,5)2 y una vez el calcio invade la presinapsis, Munc18 se disocia del complejo SNARE. Es entonces cuando la sinaptobrevina se une al complejo SNARE y la complexina promueve su ensamblaje total.

## Endocitosis
La transmisión sináptica es un proceso biológico que requiere una elevada fidelidad en términos de frecuencia; en el caso de los terminales presinápticos, esto se traduce en mecanismos que permitan una correcta disponibilidad de vesículas ante estímulos que requieran una elevada frecuencia de liberación exocitótica de neurotransmisor. El principal mecanismo que limita la disponibilidad de nuevas vesículas en un terminal presináptico entre dos estímulos consecutivos es la endocitosis. El máximo exponente de este hecho es la primera sinapsis de las vías auditivas y visuales (las células ciliadas y los fotorreceptores, respectivamente). El concepto de reciclamiento local de los fragmentos membranosos que experimentan fusión con la membrana plasmática surge alrededor de 1970 mediante estudios con trazadores y técnicas de microscopía electrónica. Desde entonces se han descrito tres formas de endocitosis de vesículas sinápticas, la endocitosis mediada por clatrina, la endocitosis masiva (del inglés bulk endocytosis), y la endocitosis que prosigue a los fenómenos de kiss & run, proceso conocido en células no neuronales y cuyo papel en neurotransmisión fue inicialmente propuesto por Fesce y colaboradores y demostrado unos años más tarde, si bien es cierto que existe una gran controversia en torno a la mecánica de estos procesos. En este último modo de exo/endocitosis la fusión vesicular no es completa y por tanto no se requiere una fisión vesicular estrictamente hablando, que siga al evento exocitótico. De los tres modos de endocitosis mencionados, el más relevante en lo que respecta al reciclamiento de vesículas sinápticas es la endocitosis mediada por clatrina, sin embargo, el modo exacto de endocitosis que se pone en marcha en un terminal presináptico depende de numerosos factores, tales como la intensidad del estímulo que desencadena el evento exocitótico, el tipo de neurona en el que se estudie este mecanismo, o el estadio de maduración o desarrollo en el que se encuentre la muestra biológica a estudiar

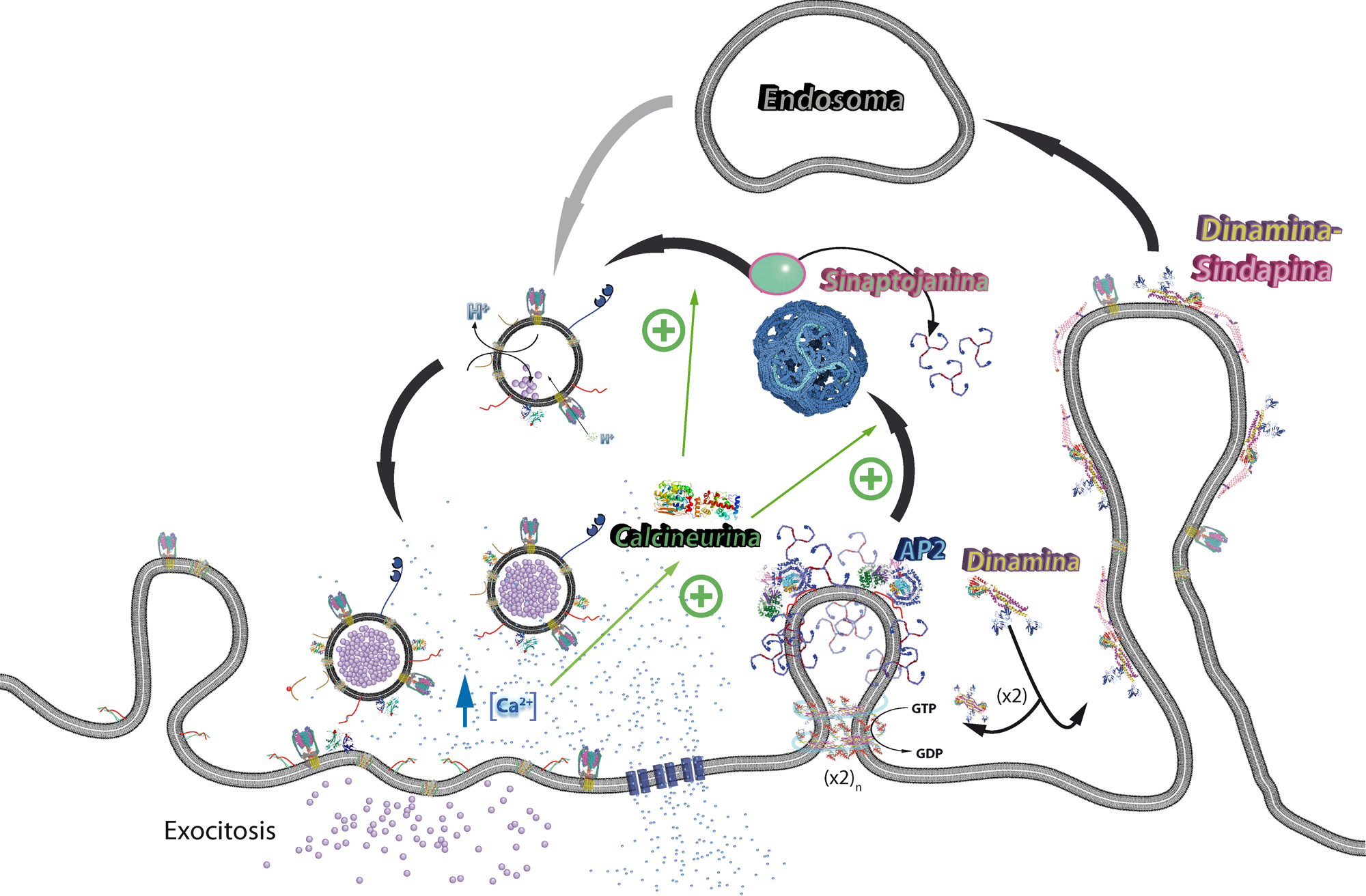
Endocitosis en un terminal presináptico. Se ilustran los dos modos de endocitosis previamente mencionados: 1) Endocitosis mediada por clatrina y 2) Endocitosis masiva. Obsérvese que tanto la endocitosis mediada por clatrina como la endocitosis masiva tienen lugar en las zonas perisinápticas, adyacentes a los sitios de fusión. Inspirado en

### Endocitosis mediada por clatrina
Tras experimentar el proceso de fusión con la membrana presináptica, la acción de distintas proteínas adaptadoras acaba rindiendo un intermediario membranoso recubierto de clatrina,; finalmente y tras el desensamblaje de esta cubierta de clatrina, se genera una nueva vesícula sináptica que podrá rellenarse con nuevas moléculas de neurotransmisor para ser liberada. En las zonas perisinápticas, el reciclamiento mediado por clatrina tiene dos características que lo distinguen de este mismo proceso en otros tejidos: la especificidad de la carga de proteínas contenida en una determinada fracción de membrana, lo que asegura la presencia de proteínas que tienen un bajo número de copias en las vesículas sinápticas, y la velocidad del proceso. Por ello, aparecen isoformas neuronales asociadas a las sinapsis de distintas proteínas que participan en este proceso que no están presentes en otros tejidos. La endocitosis mediada por clatrina comprende un paso inicial en el cual las proteínas adaptadoras se ensamblan en una determinada región de membrana enriquecida en PIP(4,5)2, lo que conlleva la invaginación de ese fragmento de membrana, etapa que se conoce con el nombre de nucleación de la malla de clatrina. Posteriormente y de forma cooperativa, se irán reclutando factores adicionales, junto con las distintas moléculas de clatrina que ayudarán a inducir la curvatura necesaria para la gemación de la vesícula sináptica. En un último paso, la GTPasa dinamina, lleva a cabo la fisión de la vesícula y, por último, la malla de clatrina es desensamblada de forma dependiente de la fosfatasa sinaptojanina, lo que rinde una nueva vesícula dispuesta para ser liberada una vez sea cargada con nuevas moléculas de neurotransmisor. Los adaptadores de clatrina generalmente comprenden un módulo plegado de unión a membrana y una serie de brazos flexibles que terminan en dominios globulares. El módulo de unión a membrana acopla dominios presentes en las proteínas vesiculares llamados motivos endocitóticos y generalmente basados en tirosinas, así como las cabezas polares del PIP(4,5)2, mientras que los brazos de estas moléculas unen las cadenas pesadas de la clatrina, así como otras moléculas adaptadoras y factores endocitóticos que son proteínas accesorias a la malla de clatrina. Cabe destacar como molécula adaptadoras para el ensamblaje de la malla de clatrina, la proteína AP-2 (del inglés adaptor protein 2), que interacciona con motivos ricos en tirosinas presentes en la proteína de vesícula SV2, así como con motivos basados en dileucinas presentes en distintos transportadores de neurotransmisores. Otro factor adaptador es la proteína AP-180, que interacciona con la proteína sinaptobrevina por medio del dominio SNARE de esta. La proteína Stonina-2, homólogo de las proteínas Stoned-B de Drosophila melanogaster, es otro adaptador que forma un complejo con la proteína AP-2 e interacciona con la proteína vesicular sinaptotagmina, el sensor de calcio para la exocitosis. Atendiendo a sus interacciones, queda claro que las principales funciones de las proteínas adaptadoras son la selección de la carga que se contiene en el fragmento de membrana que se ha de internalizar. La fuerza mecánica requerida para el proceso de gemación parece ser conferida por la clatrina, ya que el ensamblaje característico a modo de trisquel, funciona como motor molecular principal de esta reacción. Sin embargo, en los últimos años se ha puesto de manifiesto que numerosas proteínas, llamadas factores endocitóticos, podrían ayudar a la inducción de curvatura de las membranas, funcionando la clatrina como un elemento propagador de la curvatura generada en primera instancia por los dominios BAR y F-BAR de estas proteínas accesorias. A su vez este proceso es cooperativo, pues las proteínas generadoras de curvatura en membrana también detectan dicha curvatura uniéndose más eficientemente a membranas previamente curvadas. Puesto que proteínas con distintos dominios BAR pueden inducir curvaturas que originan precursores endocitóticos con distintos diámetros, son unas buenas candidatas para la regulación de la forma de endocitosis que se pone en marcha ante una determinada estimulación. La proteína endofilina, tiene un papel muy relevante en la inducción de curvatura, así como en la posterior sincronización de los eventos de fisión y desensamblado de la malla de clatrina por medio de sus interacciones con dinamina y sinaptojanina. Otra proteína con dominios BAR es la amfifisina, que también participa en el reciclamiento por inducir curvatura, si bien es cierto, que los ratones carentes de esta proteína, son capaces de reciclar vesículas sinápticas, aunque más lentamente. La sindapina, es una proteína accesoria con una peculiaridad, posee un dominio F-BAR, distinto al dominio canónico, N-BAR, que induce una curvatura más abierta de las membranas. Por este motivo se ha relacionado esta proteína con la endocitosis masiva y será discutida en dicho apartado. De forma paralela a la compleción del proceso de recubrimiento de la vesícula, se recluta en el tallo de la vesícula naciente, la GTPasa dinamina, principalmente por su interacción con endofilina. La dinamina forma oligómeros en espiral en los cuellos de las vesículas y promueve la fisión final del intermediario endocitótico de la membrana plasmática. Existen tres isoformas de dinamina, de las cuales la isoforma 1 y 3, son relevantes para el reciclamiento sináptico. La función de la dinamina queda puesta de manifiesto al analizar los defectos ultraestructurales de las sinapsis de animales carentes de esta enzima, cuyos intermediarios endocitóticos quedan bloqueados en el paso previo a la fisión de la vesículas, o tras el uso de antagonistas farmacológicos tales como el Dynasore, inhibidor de la actividad GTPasa de la enzima. La actividad GTPasa de la dinamina es dependiente de dimerización del módulo donde reside dicha actividad, dado que la dinamina se ensambla formando anillos alrededor del cuello de las vesículas nacientes; está dimerización de los dominios GTPasa solo se produce entre anillos paralelos. Finalmente, la hidrólisis de GTP aporta la fuerza contráctil necesaria para la escisión de la vesícula de la membrana plasmática. El reclutamiento de dinamina a membrana ocurre únicamente en los pasos finales del proceso de invaginación y parece dependiente de la interacción de su dominio PH (del inglés Pleckstrin Homology) con membranas enriquecidas en PIP(4,5)2, así como de las interacciones de su dominio C-terminal, rico en prolinas, con otros factores endocitóticos. Es importante destacar que las proteínas con dominios BAR encargadas de reclutar a la dinamina, como la endofilina, suelen interaccionar también con la fosfatasa sinaptojanina, lo que coordina el paso de fisión con el desensamblaje de la malla de clatrina. La sinaptojanina promueve la hidrólisis del PIP(4,5)2 presente en la membrana vesicular, lo que parece limitar los sitios de unión de los adaptadores de clatrina. Paralelamente, la acción de la ATPasa Hsc70 y su cofactor auxilina, promueve el desensamblaje completo de la malla de clatrina, funcionando de manera sinérgica y haciendo del desensamblaje una reacción termodinámicamente catastrófica, lo que a su vez impide un re-ensamblaje espontáneo. La fina regulación que requiere el proceso de endocitosis se da gracias a un ciclo de fosfoinosítidos que es paralelo al proceso endocitótico, en el cual sólo las membranas vesiculares en contacto con la membrana plasmática van a tener una elevada concentración de PIP(4,5)2. La Fosfatidil Inositol Fosfato quinasa de tipo 1γ (PIPK1 γ) es la enzima sináptica responsable de la síntesis de PIP2 e interacciona con la proteína AP-2. Esta interacción es responsable del reclutamiento de la quinasa a los centros de nucleación de la malla de clatrina. Finalizado el proceso de fisión, la fosfatasa sinaptojanina es reclutada a las membranas gracias a sus interacciones con endofilina donde disminuye los niveles de PI(4,5)P2 promoviendo la desaparición de sitios de unión para los adaptadores de clatrina, y la aparición de sitios de unión para auxilina. Una vez desensamblada la cubierta de clatrina se discute si la vesícula va a experimentar un paso de fusión con un endosoma terminal, o bien si elude esta estación de relevo.

### Endocitosis masiva obulk endocytosis
La endocitosis masiva hace referencia a aquellos modos de recuperación de membrana que se ponen en marcha tras estimulaciones de alta frecuencia, donde un gran número de vesículas se fusionan con la membrana plasmática, generando intermediarios endocitóticos de gran diámetro. La función prioritaria de este tipo de endocitosis no es la redisponibilidad de vesículas inmediata, sino la de prevenir un incremento de superficie de membrana deletéreo para el terminal presináptico. Los modelos empleados para explicar este tipo de endocitosis asumen que la endocitosis mediada por clatrina tienen una tasa de saturación o capacidad de carga; una vez rebasado ese umbral, se dispararían los mecanismos que ponen en marcha la endocitosis masiva. El destino final de los endosomas que se generan a partir de este tipo de endocitosis parece ser su futura gemación para rendir nuevas vesículas, si bien este es un tema controvertido, pues en algunos casos se ha descrito que los endosomas se acumulan sin rendir nuevas vesículas, y existen discrepancias en la bibliografía acerca de los tiempos de regeneración de vesículas. La gemación de nuevas vesículas desde estos endosomas parece guardar relación con los adaptadores de clatrina AP-1 y AP-3 pero parece ser un mecanismo independiente de dinamina. Se ha propuesto que la endocitosis masiva pueda ser una reminiscencia de mecanismos endocitóticos que tienen lugar durante la guía axonal, pues aparece asociado a las vastas remodelaciones de membrana que tienen lugar en el cono axónico. La terminación de este tipo de endocitosis es otro punto controvertido; mientras algunos autores sostienen que la endocitosis no continúa al finalizar la estimulación, también existen evidencias que muestran que los endosomas formados durante este tipo de endocitosis, permanecen unidos con el espacio extracelular después de la estimulación. El mecanismo molecular por el que se pone en marcha este tipo de endocitosis es solo parcialmente conocido, pero la regulación por calcio y por la fosfatasa dependiente de calmodulina, calcineurina (Proteína Fosfatasa 2 B) parece ser de crucial importancia, si bien es cierto que los efectos del calcio en la puesta en marcha de este tipo de endocitosis son difíciles de evaluar por ser el calcio el inductor de todos los tipos de endocitosis en un terminal presináptico. En cualquier caso se ha demostrado que un ciclo de desfosoforilaciones/refosforilaciones de la proteína dinamina acompaña a los fenómenos de endocitosis masiva, y en este caso, la defosforilación parece mediada por la fosfatasa calcineurina actuando esta en ese caso como sensor de la estimulación prolongada. Además, la calcineurina parece estar implicada también en el proceso de gemación de nuevas vesículas desde los endosomas. A pesar de que la mayoría de eventos moleculares que han sido caracterizados en torno a los fenómenos de endocitosis masiva integran a la dinamina, esta enzima parece prescindible para la formación de estructuras endosomales tras la estimulación, pues se ha observado su formación en ausencia de dinamina 1, la principal isoforma neuronal, y durante la inhibición farmacológica de su actividad GTPasa. Sin embargo, la interacción dependiente de fosforilación con la proteína Sindapina, que contiene dominios F-BAR, parece determinante a la hora de iniciar estos procesos, lo que parece conferir a la dinamina una función más posicional que catalítica en la endocitosis masiva. La dinamina sufre un ciclo de fosforilación/desfosforilación en sus Serina 774 y 778, durante los fenómenos de endocitosis masiva. En este ciclo, la fosfatasa calcineurina parece promover, de forma dependiente de la entrada de calcio en el terminal, la desfosforilación de las Serinas 774 y 778 de la dinamina 1, lo que, a su vez, llevaría a su interacción con sindapina 1 y desencadenaría la recuperación masiva de la membrana presináptica. Tras la estimulación, la dinamina se refosforila en dos pasos, el primero de ellos mediado por Cdk5 en la S778, y el siguiente, estrictamente dependiente del anterior, sería llevado a cabo por Gsk3 en la S774. La interacción con la proteína intersectina parece ser importante en el modo de endocitosis masiva. De hecho, cuando se impide la interacción de la intersectina con la dinamina se ponen en marcha preferentemente mecanismos de endocitosis masiva durante la estimulación neuronal. Es conocido que las membranas de los endosomas que participan en el reciclamiento masiva son algo más hidrofóbicas que las membranas de las vesículas que rinde la endocitosis mediada por clatrina, lo que podría guardar relación con diferencias en la composición lipídica de las membranas de los distintos tipos de orgánulos o en la cantidad relativa de proteínas contenidas en dichas membranas.